# 上口耕平
上口 耕平（うえぐち こうへい、1985年4月6日 - ）は、日本の俳優、ダンサー。旧芸名は港 耕平（みなと こうへい）。
和歌山県出身。学習院大学文学部日本語日本文学科卒業。身長175cm。
ジャンクション所属。

## 来歴
幼少期からダンススタジオに通い、特にマイケル・ジャクソンに多大な影響を受けた。高校入学と同時に上京。在学中に全国規模のダンスコンテストで入賞した経験がある。
2002年、テレビドラマ『ごくせん』レギュラーで俳優デビュー。2003年に演出家・脚本家の秦建日子が主催する演劇ワークショップ「TAKE1」の1期生となる。以降、舞台・ミュージカルを中心に活動。
明治学院高校のクラスメイトらで結成したダンスチーム「DEVAKINGS」として多くのダンスイベントやクラブショーに出演していた。
2022年に元宝塚歌劇団星組トップ娘役・妃海風と結婚したことを報告したが、翌年に離婚を報告した。

## 出演

### 舞台
- 恐怖動物汁（2003年7月、紀伊國屋ホール）
- 地図〜朝焼けに君を連れて〜（2004年3月、新宿アイランドホール） - 和田 役
- ハウ・トゥー・サクシード〜努力しないで出世する方法（2007年、東京芸術劇場中ホール 他）
- SHOW店街組曲2（2008年4月、東京芸術劇場中ホール）
- 竹内まりやソングミュージカル 本気でオンリーユー（2008年9月 - 10月、PARCO劇場）
- スーザンを探して（2009年1月 - 3月、シアタークリエ） - DJ 役、他
- SEMINAR（2009年5月、東京グローブ座/シアタードラマシティ） - パトリック 役
- 天翔ける風に（2009年8月 - 9月、東京芸術劇場中ホール 他）
- パッチギ!（2009年12月、新国立劇場中劇場）
- ガランチード-生きた証-（2010年2月、東京芸術劇場中ホール）
- ガイズ&ドールズ（2010年4月、シアタークリエ）
- abc★赤坂ボーイズキャバレー〜心ごと脱げ!〜（2010年8月、赤坂ACTシアター）－佐々木 役
- GOD SPELL（2010年12月、シアタートラム）耕平 役
- 狐笛のかなた（2011年2月、新歌舞伎座） - 小春丸 役
- 眠れぬ雪獅子（2011年10月 - 11月、世田谷パブリックシアター 他） - ダワ 役
- ALTAR BOYZ（2012年1月 - 2月、新宿FACE、新宿BLAZE） - ルーク 役
- TOGETHER（2012年6月、伝承ホール/ABCホール 他） - 瀬川蛍一 役
- CLUB SEVEN 8th Stage!（2012年8月、シアタークリエ/シアタードラマシティ 他）
- 客家（2012年11月、天王洲銀河劇場） - 純 役
- 屋根の上のヴァイオリン弾き（2013年3月 - 4月、日生劇場 他） - フョートカ 役[8]
- シルバースプーンに映る月（2013年6月、東京グローブ座/サンケイホールブリーゼ） - 恭平 役
- 小市民の結婚式（2013年10月 - 11月、近泉ピット） - 友人 役
- CLUB SEVEN 9th stage!（2013年12月、シアタークリエ）
- シスター・アクト〜天使にラブ・ソングを〜　‐パブロ役
  - 初演（2014年6月 - 8月、帝国劇場 他）
  - 再演（2016年5月 - 6月、帝国劇場/7月、梅田芸術劇場メインホール、愛知県芸術劇場大ホール、岩手県民会館、ニトリ文化ホール/8月、東京エレクトロンホール宮城/2017年1月、博多座/2月、アクトシティ浜松大ホール、松本市民芸術会館主ホール）
- ONE-HEART MUSICAL FESTIVAL 2014 夏（2014年8月、シアタークリエ）
- 道化の瞳（2014年10月 - 11月、シアタークリエ 他） - 高橋/フラット 役
- 聖★明治座 るの祭典 〜あんまりカブると怒られちゃうよ〜（2014年12月、明治座、梅田芸術劇場メインホール） - 明智光秀 役
- タイタニック - ハロルド・ブライト 役、他
  - 初演（2015年3月、シアターコクーン/4月、シアタードラマシティ）
  - 再演（2018年10月、日本青年会館ホール、シアタードラマシティ）
- ダンス・オブ・ヴァンパイア（2015年11月、帝国劇場/2016年1月梅田芸術劇場メインホール・愛知県芸術劇場） - ヘルベルト 役
- Color of life - 和也 役
  - 初演（2016年3月、シアターイスト）
  - 再演（2017年3月、博品館劇場）

- スカーレット・ピンパーネル（2016年10月 - 11月、赤坂ACTシアター・梅田芸術劇場メインホール・東京国際フォーラムホールC） - デュハースト 役
- The Sparkling Voice 2　－10人の貴公子たち－(2017年3月、シアタークリエ）
- Double Flat(2017年4月、赤坂RED/THEATER)　⁻カイ 役／ベル 役　※交互に役替り
- I Love a Piano（2017年5月、DDD 青山クロスシアター）-レオン 役 他
- パジャマゲーム(2017年9月⁻10月、日本青年館ホール)　-プレッツ 役
- FUN HOME　ファン・ホーム　ある家族の悲喜劇 （2018年2月⁻3月、シアタークリエ）-ロイ 役 他
- DAY ZERO（2018年5月⁻6月、DDD 青山クロスシアター他）-ジェームス・ディクソン 役
- 音楽劇「道（La Strada）」（2018年12月8日-28日、東京・日生劇場）-コロス 役
- 僕のド・るーク（2019年3月、オルタナティブシアター他）-サリエリ、K 役(主演）
- BACKBEAT-ピート・ベスト 役
  - 初演（2019年5月25日-  6月9日、東京芸術劇場 プレイハウス / 6月12日 - 16日、兵庫県立芸術文化センター 阪急中ホール / 6月19日、刈谷市総合文化センター 大ホール / 6月22日・23日、やまと芸術文化ホール メインホール）
  - 再演（2023年4月 - 5月、江戸川区総合文化センター大ホール/兵庫県立芸術文化センター阪急中ホール/市民会館シアーズホーム夢ホール大ホール/枚方市総合文化芸術センター関西医大大ホール/東京建物Brillia HALL）
- ドン・ジュアン -ドン・カルロ 役
  - 初演（2019年8月-10月、赤坂ACTシアター、刈谷市総合文化 大ホール）
  - 再演（2021年10月 - 11月、梅田芸術劇場大ホール、赤坂ACTシアター）
- アンクル・トム （2019年10月、博品館劇場 ) -ケビン 役（主演）
- ウエスト・サイド・ストーリー Season2（2020年2月1日⁻3月10日、IHIステージアラウンド東京 ）-リフ 役  ※一部公演中止
- ヘアスプレー-コーニー・コリンズ 役  ※2022年、一部東京公演でMr.ピンキー役
  - （2020年6月-7月、東京建物Brillia HALL(豊島区立芸術文化劇場／梅田芸術劇場メインホール）※全公演中止
  - （2022年9月 - 11月、東京建物Brillia HALL、博多座、梅田芸術劇場メインホール、御園座）※東京、大阪一部公演中止
- Defiled-ディファイルド-（リーディングスタイル）（2020年7月16日、23日、28日、29日、8月2日、DDD青山クロスシアター / 8月9日、博品館劇場/配信）-ハリー・メンデルソン役／ブライアン・ディッキー役
- 劇的茶屋「謳う死神」（2020年8月21日-23日、配信）-八五郎 役
- RENT（2020年11月2日-12月6日、シアタークリエ / 12月11日-12日、愛知県芸術劇場大ホール）-エンジェル 役  ※東京一部公演中止、愛知全公演中止
- 屋根の上のヴァイオリン弾き-モーテル 役
  - （2021年2月6日-3月7日、日生劇場 / 3月5日-7日、愛知県芸術劇場大ホール / 3月12日-14日、ウェスタ川越大ホール）
  - （2025年3月、明治座[9]/4月、富山オーバードホール大ホール、愛知県芸術劇場、富士市文化ロゼシアター、梅田芸術劇場大ホール/5月、広島上野学園ホール、博多座、名取市文化会館、ウェスタ川越大ホール）
- メリリー・ウィー・ロール・アロング（2021年5月17日-31日、新国立劇場中劇場 / 6月4日-5日、愛知県芸術劇場大ホール  / 6月11日-12日、梅田芸術劇場メインホール）-タイラー、メイクアップアーティスト、客 役　※大阪公演一部中止
- GREASE（2021年11月11日 - 12月5日、シアタークリエ、新歌舞伎座）ティーンエンジェル 役 ※日替わり出演
- 僕はまだ死んでない（2022年2月17日−28日、博品館劇場）−直人 役、碧 役　※交互に役替り
- ミュージカル「ダブル・トラブル　2022-23冬」Team E（2022年12月23日-2023年1月22日、自由劇場 ）- ジミー役 他
- 20周年記念公演「CULB SEVEN 20th Anniversary」（2023年2月8日-28日、シアタークリエ/3月、梅田芸術劇場　シアタードラマシティ、ウエスタ川越　大ホール）
- a new musical『ヴァグラント』（2023年8月19日-31、明治座/9月15日-18日、新歌舞伎座）※東京公演一部中止
- M.クンツェ＆S.リーヴァイの世界～3rd Season～（2023年9月23日-26日、シアタークリエ）
- リーディングシアター「アドレナリンの夜」（2023年9月29日、東京建物Brillia HALL）
- TipTap presents Broadway Musical『High Fidelity』(2023年10月26日‐31日、新宿村LIVE）‐ロブ役（主演）
- シンる・ひま　オリジナ・る　ミュージカ・る『ながされ・る君へ～足利尊氏太変記～』（2023年12月28日-31日、明治座）-高師直 役
- ブロードウェイミュージカル「ハネムーン・イン・ベガス」（2024年4月9日-29日、東京建物 Brillia HALL / 5月6日-19日、SkyシアターMBS） - バディ・ロッキー / ロイ・ベーコン 役[10][11]
- ミュージカル『三銃士』（2024年9月8日 - 28日、日生劇場 / 10月4日 - 6日、広島文化学園HBGホール / 10月18日 - 27日、SkyシアターMBS） - アラミス 役[12]
- 『多重面奏』-町田慎吾30周年記念公演-（2024年11月13日〈予定〉、シアター・アルファ東京）[13]
- ミュージカル『翼の創世記』Genesis of Wings（2024年11月29日 - 12月25日、ブルースクエア四谷）[14]
- リーディング音楽劇『ジャングル大帝』ルネ&ルッキオ編（2025年1月10日 - 13日、梅田芸術劇場 シアター・ドラマシティ / 1月18日 - 31日、よみうりホール）[15]
- ハジケ・る ポップコーン一座『テイ・る オブ ナイトメア』〜不思議の国の給仕係〜（2025年3月28日、I'M A SHOW）[16][17]
- ミュージカル『Once』（2025年9月9日 - 28日〈予定〉、日生劇場 / 10月4日・5日〈予定〉、御園座 / 10月11日 - 14日〈予定〉、梅田芸術劇場メインホール / 10月20日 - 26日〈予定〉、博多座） - エイモン 役[18][19]

### コンサート
- モーリー・イェストン生誕80周年記念コンサート『Life's A Joy! Life Goes On!!』with 20years of Gratitude from Umeda Arts Theater（2025年7月19日・20日、東京国際フォーラム ホールA / 7月25日・26日、梅田芸術劇場 メインホール）[20]

### テレビドラマ
- ごくせん 第1シリーズ（2002年4月 - 7月、日本テレビ） - 今川耕平 役
- FIRE BOYS 〜め組の大吾〜 第7話（2004年2月、フジテレビ）
- 特捜戦隊デカレンジャー 第30話（2004年9月、テレビ朝日） - スロープ星人ピロジー 役
- Play a Life (2023年3月31日放送予定、フジテレビ)[21]

### ラジオドラマ
- 青春アドベンチャー （NHK-FM）
  - 『時めがね金沢うた絵巻』（2020年1月6日 - 17日）[22] - 弥七 役

### テレビアニメ
- 遊☆戯☆王ZEXAL II 第77話（2012年10月28日、テレビ東京）[23] - 男子生徒 役

### WEBドラマ
- 横浜エイティーズ（2004年、EZチャンネル） - 真壁純平 役

### ミュージックビデオ
- スガシカオ「午後のパレード」（2006年）
- RIKI「魁!ミッドナイト」（2007年）